# OVA Films
Die OVA Films GmbH war ein Vertrieb für Anime-Serien und -Filme und der erste Vertrieb im deutschsprachigen Raum, der Animeproduktionen professionell als solche vermarktete. 
Die erste Veröffentlichung war eine limitierte Auflage des Science-Fiction-Films Plastic Little. Der Firmensitz lag im rheinland-pfälzischen Alpenrod. Bis Ende 2007 wurden durch OVA Films lizenzierte Produktionen durch ACOG exklusiv vertrieben.

## Geschichte
OVA Films wurde 1995 als Anime-Label der Firma Modern Graphics GmbH gegründet, welche auch den Vertrieb selbst übernommen hat. Nach der Insolvenz von Modern Graphics ging das Label 2005 an die Dynamic Medien Vertriebs GmbH. Dort wurde das Label 2006 in die OVA Films GmbH umgewandelt. Im Oktober 2009 hat OVA Films Planinsolvenz angemeldet. Das ist, laut Firmenangaben, auf die starken Einbrüche der Anime-DVD-Verkaufszahlen zurückzuführen, die um 65 % in den letzten 2 Geschäftsjahren zurückgingen. OVA Films machte dafür die illegalen Raubkopien verantwortlich. Im Januar 2012 wurde das Insolvenzverfahren eingeleitet und die Gesellschaft wurde aufgelöst, seit November 2019 ist das Handelsregisterblatt der OVA Films geschlossen.

## Programm (Auswahl)
- AIKa
- Angel Sanctuary
- Arjuna
- Basilisk
- Black Blood Brothers
- Black Cat
- Bubblegum Crisis
- Candidate for Goddess
- Chrono Crusade
- Devil Hunter Yohko
- Flag
- Gantz
- Gunsmith Cats
- Hellsing
- Jin-Roh
- Le Chevalier d'Eon
- Legend of Basara
- Najica
- Noir
- Plastic Little
- Pumpkin Scissors
- Riding Bean
- Slayers
- Solty Rei
- Speed Grapher
- Trinity Blood
- Wedding Peach
- Wolf’s Rain
- X 1999